# ماریو برگا
ماریو برگا (ایتالیایی: Mario Brega؛ ‏ ۵ مارس ۱۹۲۳ – ۲۳ ژوئیهٔ ۱۹۹۴) بازیگر اهل ایتالیا بود. وی بین سال‌های ۱۹۴۷ تا ۱۹۹۱ میلادی فعالیت می‌کرد.
از فیلم‌هایی که وی در آن نقش داشته‌است، می‌توان به چه زیباست برناردا، سراپا شبدیز، سراپا پرحرارت، پیرینو، آفتی برای رهایی، دو قلب، یک نیایشگاه، تعطیلات کاکتوسی، مرگ دوبار در می‌زند، خوب، بد، زشت، به خاطر یک مشت دلار، به خاطر چند دلار بیشتر، روزی روزگاری در آمریکا، شاه‌دانه، به من می‌گویند هیچ‌کس، بیا درباره زن‌ها حرف بزنیم، گربه، طلاق، یک نابغه، دو شریک و یک ساده‌دل و چشم، چشم بد، جعفری و رازیانه اشاره کرد.